# 베스트 코스트
베스트 코스트(영어: Best Coast)는 2009년 캘리포니아주 로스앤젤레스에서 결성한 미국의 록 듀오이다. 작곡가, 기타리스트, 보컬인 베타니 코센티노와 기타리스트이자 여러 악기를 다루는 밥 브루노로 이루어져 있다. 아역 배우였던 코센티노는 10대가 되었을 때부터 음악을 만들기 시작했으며, 실험적인 드론 음악을 하던 그룹 포카헌티드를 친구와 함께 만들기도 하였다. 뉴욕에서의 짧은 대학 생활을 마친 코센티노는 미국 서부로 돌아와 로스앤젤레스의 음악계에서 만난 브루노와 함께 Lo-Fi 장르의 데모를 녹음하기 시작하였다.